# Sukacai (Baros)
Sukacai is een bestuurslaag in het regentschap Serang van de provincie Banten, Indonesië. Sukacai telt 2850 inwoners (volkstelling 2010).